# Marie-Anne Vandermoere
Marie-Anne Vandermoere, née le 10 septembre 1966 à Bruges, est une rameuse d'aviron belge.

## Carrière
Marie-Anne Vandermoere remporte la médaille d'argent en deux de couple poids légers aux Championnats du monde d'aviron 1987 avec Lucia Focque.
Elle participe également aux Jeux olympiques d'été de 1988, terminant à la sixième place de l'épreuve de quatre de couple.